# ラブ・バイ・チャンス/Love By Chance
『ラブ・バイ・チャンス/Love By Chance』（ラブ・バイ・チャンス、タイ語: บังเอิญรัก、英語: Lov By Chance）は、MAME12938によるDek-D.comにて97％の評価を得る人気の小説『My Accidental Love Is You』を原作とした、2018年にタイで放送されたドラマシリーズである。シワット・サワットマニークンが監督し、偶然出会った何の共通点もない2人のラブストーリーを描いてる。 当初、チャンネル9 MCOT HDにて2018年5月27日より放送予定であったが、前日に放送中止が発表された。その後2018年8月3日より、GMM 25とLINE TVにて放送され、視聴回数は1億1,800万回を超えた。   タイ国外でも視聴されており、東アジア・東南アジア 、ヨーロッパ、アメリカ、ラテンアメリカの一部でも人気を獲得している。第2シーズンとしてティンとキャンをメインとした続編『ラブ・バイ・チャンス2/A Chance To Love』が制作され、2020年2020年9月2日から11月18日にテンセントビデオにて配信された。 

## あらすじ

### 第1シーズン『ラブ・バイ・チャンス/Love By Chance』
物語は工学部1年生でサッカー部に所属するエー（タナポン・スクムパンタナーサーン）が、国際学部のピート（スパポン・ウドムケーオカンチャナー）が元彼から脅迫されているところを偶然助けるところから始まる。何の見返りも期待せずにピートを助けたエーの優しさに、ピートが密かに惹かれていく一方で、エーもピートの無邪気さと優しさに惹かれていく。しかし、ピートは自分のセクシャリティへの悩みから、恋愛に対して非常に慎重になっており、自分の感情を隠してエーの友人であろうとする。だが、共に時間を過ごす中で2人の関係は変化し、次第に親密になってゆく。 

### 第2シーズン『ラブ・バイ・チャンス2/A Chance To Love』
裕福な家庭で育ったティン（ピーラウィット・アッタチットサターポーン）は、何不自由なくその富の恩恵を享受してきた。そしてこれまで自分に近づいてくる人々はその富や権力を利用することを目的としていたため、ティンは他人を信じようとせず心を閉ざしてきた。しかし無邪気で感情豊かなキャン（ラッタウィット・キットウォララック）との出会いによって、ティンの心に変化が生じてゆく。2人の距離が縮まるにつれ、ティンは自分がキャンに対して単なる友情よりももっと強い気持ちを抱いていることに気が付いたのだが、キャンにその思いは受け入れられず…。ティンはキャンを諦めるのか？それとも真実の愛を手に入れることができるのだろうか？

## キャスト

### 主要キャスト
- エー：タナポン・スクムパンタナーサーン（パース）
- ピート：スパポン・ウドムケーオカンチャナー（セイント） - (第1シーズン)
- ティン：ピーラウィット・アッタチットサターポーン（ミーン）
- キャン：ラッタウィット・キットウォララック（プラン）
- テクノー：ナパット・ナ・ラノーン（ガン）
- ケンクラ：シワット・チャムローンクン（マーク）
- タム：キーラティ・プアンマリー（タイトル）
- ター：カッサモンナット・ナームウィロート（アース）

### 脇役
- ポンド：Surat Permpoonsawat (Yacht)
- テクニック：Kris Songsamphant
- レモン：Praeploy Oree
- ボウ：Samantha Melanie Coates
- チョンプー：Mudchima Pluempitiviriyavaj (Bua)
- エーの母親：Chonrawee Chutiwatkhachonchai
- キャンの母親：Pariya Wongsarot
- プー：Phisit Mahatthanachataphat

- ピング：Praphatthon Chakkhuchan (James)  - (第1シーズン)
- グッド：Vittawin Veeravidhayanant (Best)  - (第1シーズン)
- チャンプ：Channanda Chieovisaman (Ew)  - (第1シーズン)
- チャエイム：Nachjaree Horvejkul (Cherreen) - (第1シーズン)
- タイプ：ピラパット・ワタナセッシリ (アース) - (第1シーズン)
- デイリー：Pannin Charnmanoon (Pineare) - (第1シーズン)
- トランプ：Phurin Ruangvivatjarus (M) - (第1シーズン)
- トゥン：
  - タナブーン・ワンロプシリナーン (ナ) - (第1シーズン)
  - Nichakoon Khajornborirak (Meen) - (第2シーズン)
- オー：Witthawat Singlampong - (第1シーズン)
- ナット：Chutima Limcharoenrat - (第1シーズン)
- ピートの母親：Apasiri Nitibhon (Um) - (第1シーズン)
- イム：Lunnaphat Surajewin - (第1シーズンのみ)
- ヒン：Ravipon Sangaworawong (Est)  - (第2シーズン)
- ジョブ：Pisitpon Ekpongpisit (Jump)  - (第2シーズン)
- マイ：Krittin Sosungnern (Krit)  - (第2シーズン)
- キーン：Thapanat Athikompokin (Boss) - (第2シーズン)

## サウンドトラック
- Mai Wah Arai (Wish This Love) - Dew Arunpong (オープニングテーマ曲)
- Kor (Wish) - Boy Sompob
- Na Na Na - Boy Sompob feat. Catchy
- Sun (Shake) (Love Sick The Series 挿入歌)
- It Could Be Love - スタンプ・アピワット

## 受賞歴
- KoreanUpdates Awards 2018：アジアドラマオブザイヤー[6]
- KoreanUpdates Awards 2018：アジアのアーティストオブザイヤー （タナポン・スクムパンタナーサーン）
- LINE TV AWARDS 2019：ベストキスシーン [7] （タナポン・スクムパンタナーサーン とスパポン・ウドムケーオカンチャナー）
- LINE TV AWARDS 2019：ベストカップル （タナポン・スクムパンタナーサーン とスパポン・ウドムケーオカンチャナー）
- KAZZ AWARDS 2019：新人男性2019 [8] （スパポン・ウドムケーオカンチャナー）